# Посуело (Альбасете)
Посуело (ісп. Pozuelo) — муніципалітет в Іспанії, у складі автономної спільноти Кастилія-Ла-Манча, у провінції Альбасете. Населення — 587 осіб (2010).
Муніципалітет розташований на відстані близько 230 км на південний схід від Мадрида, 31 км на південний захід від Альбасете.
На території муніципалітету розташовані такі населені пункти: (дані про населення за 2010 рік)
- Посуело: 548 осіб
- Ла-Сарса: 16 осіб
- Ла-Касіка: 1 особа
- Ель-Мадроньйо: 22 особи

## Демографія
Динаміка населення (INE ):

## Галерея зображень

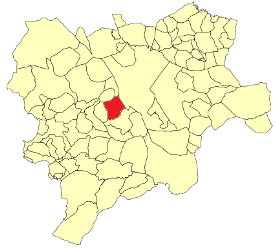
Розташування муніципалітету у провінції Альбасете